# Phrynobatrachus francisci
Phrynobatrachus francisci là một loài ếch trong họ Petropedetidae.
Nó được tìm thấy ở Burkina Faso, Bờ Biển Ngà, Gambia, Ghana, Mali, Nigeria, Sénégal và có thể có ở Bénin, Guinée, Guiné-Bissau, Mauritanie, Niger, Sierra Leone và Togo.
Các môi trường sống tự nhiên của chúng là xavan khô, xavan ẩm, vùng đất có cây bụi nhiệt đới hoặc cận nhiệt đới, vùng cây bụi ẩm khu vực nhiệt đới hoặc cận nhiệt đới, đầm nước, đầm nước ngọt có nước theo mùa, đất canh tác, vùng đồng cỏ, vườn nông thôn, các vùng đô thị, ao, và kênh đào và mương rãnh.